# Louis-Ernest Sagot-Duvauroux
Pour les articles homonymes, voir Sagot-Duvauroux.
Louis-Ernest Sagot-Duvauroux (Rochefort (Charente-Maritime), 16 août 1861-Toulon, 15 janvier 1934), est un officier de marine français.

## Biographie
Fils d'un commissaire de la marine, il entre à l'École navale en octobre 1876 et en sort aspirant de 1re classe en octobre 1879. Il sert alors comme aspirant de majorité sur la Thémis à la division des mers de Chine. Enseigne de vaisseau (octobre 1881), officier de manœuvre sur le transport Calvados à Toulon (1882), il est envoyé l'année suivante à la compagnie de débarquement du Finistère. 
Officier de manœuvre sur le Tarn en Extrême-Orient (mars 1884), il participe à la campagne de Chine dans l'escadre d'Amédée Courbet et prend part aux combats de Tamsui. En novembre 1885, il devient second de l'aviso Corse à Toulon et est nommé lieutenant de vaisseau en avril 1886 puis, second du garde-côtes Tonnerre à Cherbourg (1887), il sert comme officier de manœuvre du cuirassé Marengo en escadre du Nord (1888) et de l'Océan en Méditerranée avant d'être affecté en Extrême-Orient comme second de l'aviso Inconstant (1890). Il se fait alors remarquer en effectuant une reconnaissance hydrographique exceptionnelle du Yangzi Jiang. 
Admis à l’École des torpilles sur l'Algésiras à Toulon en août 1893, il en sort breveté avec un témoignage de satisfaction (décembre) pour servir comme officier torpilleur sur les cuirassés Jemmapes en escadre du Nord et Dévastation en Méditerranée (1894-1895). En octobre 1895, il commande la canonnière Météore à la division de l'océan Indien et se distingue aux combats de Maevararo et d'Andranasamonta sur la côte nord-ouest de Madagascar en février 1897. 
En 1899, il embarque sur le cuirassé Carnot en escadre de Méditerranée, devient membre de la Commission supérieure d'expérience des torpilles à Toulon (1900) et est nommé capitaine de frégate en avril 1901. Second du cuirassé Charlemagne en Méditerranée, il commande en 1904 un groupe de bâtiments en réserve à Toulon puis, en janvier 1905, la Javeline et un groupe de contre-torpilleurs de l'escadre d'Extrême-Orient. Il mérite alors un témoignage de satisfaction pour avoir sauvé la Trombe et la Francisque lors du typhon qui ravagea Hong Kong le 18 septembre 1906. 
Capitaine de vaisseau (février 1908), commandant du cuirassé Brennus en escadre de Méditerranée puis du Pothuau et de l’École d'application du tir à la mer (1910), il dirige aussi l’École des officiers canonniers et préside la Commission d'études pratiques de l'artillerie navale. 
En juillet 1912, il commande le cuirassé Diderot dans la 1re escadre de l'armée navale puis, chef d'état-major de Paul Chocheprat, la 1re escadre de l'armée navale (juin 1914) et participe aux opérations en Méditerranée et dans l'Atlantique. 
Contre-amiral (juin 1915), commandant du front de mer à Brest, major général à Toulon (mars 1916), il devient en février 1917 commandant de la 1re division de l'armée navale avec pavillon sur la Lorraine. 
Vice-amiral (juin 1919), commandant de la 2e division sur la Bretagne (juillet) puis sur le Courbet, il devient préfet maritime de Toulon en juillet 1919 et prend sa retraite en août 1923. 

## Récompenses et distinctions
- Chevalier (30 décembre 1891), Officier (17 mai 1897) puis Commandeur de la Légion d'honneur (17 janvier 1918).
- Officier d'académie (1917)